# Beachvolleyball-Europameisterschaft 1996
Die Beachvolleyball-Europameisterschaft 1996 fand im August in Pescara in Italien statt. Die Wettbewerbe für Frauen und Männer wurden parallel ausgetragen. Es war die dritte offizielle EM der Frauen und das vierte Turnier der Männer.
Das Finale der Frauen gewannen die Tschechinnen Eva Celbová und Soňa Dosoudilová gegen das deutsche Duo Beate Bühler und Danja Müsch. Im Spiel um den dritten Platz behauptete sich das Beachpaar aus dem Veranstalterland Laura Bruschini und Annamaria Solazzi gegen die Däninnen Camilla Funck und Pernille Joergensen.
Die Sieger bei den Männern kamen ebenfalls aus Tschechien und hießen Michal Palinek und Marek Pakosta. Vince und Hägar mussten sich mit Silber begnügen. Dritter wurde wie bei den Frauen ein Team aus dem Land des Gastgebers: Andrea Ghiurghi und Nicola Grigolo besiegten die Eidgenossen Sascha Heyer und Martin Walser. 

## Endstand
| Frauen | Frauen      | Frauen                              |
| Platz  | Nation      | Namen                               |
| ------ | ----------- | ----------------------------------- |
| 1      | Tschechien  | Eva Celbová / Soňa Dosoudilová      |
| 2      | Deutschland | Beate Bühler / Danja Müsch          |
| 3      | Italien     | Laura Bruschini / Annamaria Solazzi |
| 4      | Danemark    | Camilla Funck / Pernille Joergensen |

| Männer | Männer      | Männer                           |
| Platz  | Nation      | Namen                            |
| ------ | ----------- | -------------------------------- |
| 1      | Tschechien  | Michal Palinek / Marek Pakosta   |
| 2      | Deutschland | Jörg Ahmann / Axel Hager         |
| 3      | Italien     | Andrea Ghiurghi / Nicola Grigolo |
| 4      | Schweiz     | Sascha Heyer / Martin Walser     |